# 이블랭

이블랭의 문장.

이블랭(프랑스어: Ibelin)은 12세기 십자군의 예루살렘 왕국의  성채의 이름으로 이 성의 가문은 당시 예루살렘 왕국에서 중요한 역할을 했던 귀족 집안으로 유명하다.

## 가문의 기원
이블랭 영지의 유래는 고대 로마 시대부터 이어진다. 십자군이 이 곳에 왕국을 세운 후 1141년 야파와 아스칼론사이에 이블랭 성채를 짓기 시작했는데 당시 이 지역은 아직 이집트의 파티마 왕조의 땅이었다. 이슬람군은 매년 아스칼론에서 십자군을 공격해 왔는데 예루살렘의 풀크가 이를 저지하기 위해 이 성채를 지었다.
이블랭 가는 다른 십자군 귀족에 비해 상대적으로 그리 높지 않는 하급 귀족 출신이었다. 바리장(Barisan)이란 이름의 기원은 이탈리아 토스카나에서 기원하는데 1110년대 야파백작의 가신 기사의 이름에서 등장한다. 그는 충성심과 봉사에 대한 보상으로 1122년 람라의 영주의 상속녀 헬비스와 결혼하였다.
1134년 야파백작이 예루살렘 국왕에 대하여 반란을 일으켰는데 발리장은 풀크 왕의 편에 섰고 반란 진압에 대한 보상으로 1141년 이블랭 성채를 하사받았다. 이블랭 성채는 야파 백작의 영지중의 하나였다.

## 가문의 발전
바리장은 헬비스와의 결혼에서 위고, 보두앵, 바리장 등의 아들들을 낳았다. 아버지와 이름이 같은 바리장은 나중에 발리앙이라는 이름으로 알려지는데 동로마 제국 황녀 마리아 콤네나와 결혼하여 나블루스의 영주가 되었다. 이로써 이블랭가는 헬비스와의 결혼으로 람라를, 콤네나와 결혼으로 나블루스를 병합하였다. 발리앙은 1187년 살라흐 앗 딘에게 영지를 빼앗길 때까지 끝까지 영지를 사수하였다.
이블랭 가는 불과 두 세대 만에 이렇듯 유력한 가문으로 성장했는데 유럽에서는 좀처럼 보기 힘든 성공이었다. 이것은 당시 팔레스타인 십자군 국가에서는 심심치 않게 볼 수 있는 일이었다.

## 13세기의 이블랭 가
발리앙의 후손들은 예루살렘 왕국과 키프로스 왕국에서 중요한 귀족가문이 되었다. 발리앙의 아들 장은 신성로마제국의 프리드리히 2세가 십자군 국가를 지배하려 할 때 반대세력의 중심인물이 되었다.
다른 이블랭 가의 후손들은 13세기 초 새로 생긴 키프로스 왕국으로 건너가 그곳에서 영지를 하사 받고 중요한 귀족으로 활동했다. 특히 키프로스에서 이블랭 가는 주로 왕비를 많이 배출했다.

## 이벨인의 영주 목록
- 바리장 디블랭 (c. 1134 – 1150)
- 위고 디블랭 (1150-1170)
- 보두앵 디블랭 (1170년에 이블랭을 상속받았으나 곧 발리앙에게 넘겼음)
- 발리앙 디블랭 (1170-1193)
- 장 디블랭 (1193 – 1236)